# Hugo de Vries
Hugo Marie de Vries (n. 16 februarie 1848 - d. 21 mai 1935) a fost un botanist neerlandez și unul dintre primii geneticieni. I se atribuie introducerea conceptului de genă, redescoperirea legilor eredității ale lui Gregor Mendel și dezvoltarea teoriei mutațiilor genetice.

## Biografie
S-a născut la Haarlem. Tatăl său, Gerrit de Vries, a fost avocat și ministru al Justiției sub domnia regelui Willem al III-lea. Mama sa, Maria Everardina Reuvens, a fost fiica lui Jacob Christiaan Reuvens, primul profesor de arheologie de la Universitatea din Leiden.
Încă de tânăr, Hugo de Vries manifestă interes pentru botanică, obținând mai multe premii pentru ierbarele sale în perioada de gimnaziu, petrecută la Haarlem și Haga.
În 1866 intră la Universitatea Leiden pentru a-și desăvârși studiile botanice pe care le încheie în 1870.

## Contribuții
Hugo de Vries este atras de concepția evoluționistă și scrie o dizertație pe tema efectului căldurii asupra creșterii plantelor, lucrare în care a introdus și câteva din afirmațiile lui Darwin.

### Redescoperirea geneticii
În 1889, de Vries a emis ipoteza existenței "pangenelor", acum numite "gene" și folosit-o ca argument pentru explicarea mecanismului evoluției în salturi. Așadar, de Vries confirmă și dezvoltă evoluționismul lui Darwin. Pentru aceasta s-a bazat și pe Legile lui Mendel care fuseseră uitate și pe care de Vries le-a redescoperit în 1900.
Pentru a demonstra această teorie a "pangenelor", care inițial nu a fost luată în considerație, de Vries realizează o serie de încrucișări ale plantei Oenothera lamarckiana.

### Teoria mutațiilor
În locul gradualismului susținut de Darwin, de Vries introduce conceptul de mutație în salturi. Ca reacție la stresul exercitat de mediul înconjurător, pot apărea mutații radicale la indivizi, chiar în generația care succede, astfel apărând noi specii.

### Lucrări
- 1889: Intracellular Pangenesis;
- 1901 - 1903: Die Mutationstheorie ("Teoria mutațiilor");[18]
- 1905: Species and Varieties: Their Origin by Mutation ;
- 1908: Plant Breeding[19] ("Creșterea plantelor").

## Importanța operei sale
Conceptele și teoriile lui de Vries au fost continuate de geneticianul britanic William Bateson (1861-1926) și biologul american Thomas H. Morgan (1866-1945).
Ulterior, această dispută dintre teoria graduală și cea a salturilor a fost rezolvată prin apariția, prin anii 30 ai secolului al XX-lea, a teoriei sintetice a evoluției sau neo-darwinismul, valabil până astăzi.

## Apreciere și recunoștință
- 1905: De Vries este ales memebru al Royal Society;
- 1906: i se decernează Medalia Darwin;
- 1929: i se acordă Medalia Linné.